# Josef Östlihn
Paul Emil Josef Östlihn, född 30 november 1882 i Stockholm, död där 6 april 1941, var en svensk arkitekt och grafiker.

## Biografi
Han var son till byggmästaren Emil Östlihn och Kristina Ljusdahl och gift med Karin Elisabeth Götlin.
Efter studentexamen från Norra Real 1903 utbildade sig Östlihn på Kungliga Tekniska högskolan 1903–1907, med fortsatta studier 1908–1910 vid Kungliga Akademien för de fria konsterna där han även studerade vid Axel Tallbergs etsningsskola och därefter två år i privat konstskola. Han var lärare i linearritning och beskrivande geometri på Tekniska högskolan 1907–1917.
År 1909 öppnade han, tillsammans med Albin Stark, arkitektkontoret Östlihn & Stark. Firman blev mycket framgångsrik, och står bakom 30-talet byggnader i Stockholms innerstad. Firman ritade främst bostadshus åt privata byggherrar, vilket var det vanliga vid denna tid.
År 1920 upplöstes Östlihn & Stark, och arkitekterna öppnade var sin egen verksamhet. Josef Östlihn ritade i den egna verksamheten uppemot etthundra hus och flera biografer under 1920- och 30-talen, vilket gör honom till en av de mest produktiva arkitekterna i huvudstaden. Stilmässigt går flertalet byggnader i tjugotalsklassicism, med några få undantag efter 1934, där stilen blev mer funktionalistisk.
Josef Östlihn är begravd på Norra begravningsplatsen utanför Stockholm.

## Förteckning över uppförda byggnader i Stockholm (urval)[7]
| Fastighet                | Gata                                         | Byggnadsår                       | Anmärkning       |
| ------------------------ | -------------------------------------------- | -------------------------------- | ---------------- |
| Asken 4                  | Eriksbergsgatan 5                            | 1915–16                          | med Albin Stark  |
| Asken 7                  | Birger Jarlsgatan 42                         | 1918–19                          | med Albin Stark  |
| Asken 10                 | Birger Jarlsgatan 48                         | 1918–19                          | med Albin Stark  |
| Berget 9                 | Dalagatan 8                                  | 1928                             |                  |
| Bergsfallet 19           | Hantverkargatan 58                           | 1927–28                          |                  |
| Bigarråträdet 1          | Norr Mälarstrand 60, Polhemsgatan 2          | 1924–25                          |                  |
| Bikupan 18               | Torsgatan 76                                 | 1924–25                          |                  |
| Bocken 45                | Kungsgatan 9-13                              | 1918–20                          | med Albin Stark  |
| Bonden Större 36         | Östgötagatan 53-55 och Bondegatan 12-14      | 1929                             |                  |
| Brandvakten 4            | Karlavägen 68                                | 1923–24                          |                  |
| Brandvakten 5            | Karlavägen 70, Skeppargatan 57               | 1923–24                          |                  |
| Brandvakten 6            | Skeppargatan 55                              | 1925–26                          |                  |
| Brunfisken 21, 22        | Nybrogatan 43 och 41                         | 1927–29                          |                  |
| Buketten 3               | Folkungagatan 103                            | 1912–14                          | med Albin Stark  |
| Båten 2                  | Fleminggatan 28                              | 1920–22                          | med Albin Stark  |
| Båtsmannen Mindre 10     | Kocksgatan 39, Nytorgsgatan 23               | 1931–33                          |                  |
| Båtsmannen Mindre 13     | Folkungagatan 96, Nytorgsgatan 23            | 1930–31                          |                  |
| Dagakarlen 33            | Kocksgatan 24                                | 1936                             |                  |
| Djursborg 2              | Erik Dahlbergsallén 9, Bältgatan 8           | 1912–14                          | med Albin Stark  |
| Djursborg 3              | Erik Dahlbergsallén 7                        | 1912–16                          | med Albin Stark  |
| Djursborg 4              | Erik Dahlbergsallén 5                        | 1914–15                          | med Albin Stark  |
| Djursborg 13             | Östermalmsgatan 91-93, Bältgatan 2-4         | 1924–25                          |                  |
| Dykärret Större 7        | Högbergsgatan 59                             | 1934–36                          |                  |
| Falken 9                 | Kaptensgatan 17                              | 1930–31                          |                  |
| Flaggan 2                | Folkungagatan 134                            | 1929–30                          |                  |
| Furan 8                  | Eriksbergsgatan 28                           | 1923–24                          |                  |
| Furiren 9                | Tysta Gatan 6                                | 1923–25                          |                  |
| Furiren 10               | Tysta Gatan 8                                | 1923–25                          |                  |
| Fågelbärsträdet 3        | Fågelbärsgården 4, Pilgatan 3                | 1930–31                          |                  |
| Fågelbärsträdet 8        | Fågelbärsgården 12, John Ericssonsgatan 8    | 1934–35                          |                  |
| Gardisten 3              | Ulrikagatan 6, Strandvägen 61                | 1914–15                          | med Albin Stark  |
| Gnistan 7                | Skeppargatan 58                              | 1924                             |                  |
| Gnistan 9                | Skeppargatan 60                              | 1925–26                          |                  |
| Gnistan 10               | Karlavägen 72, Skeppargatan 62               | 1927–28                          |                  |
| Grönland 13              | Nordenskiöldsgatan 76                        | 1926–27                          | med Ture Sellman |
| Guldfisken 9             | Linnégatan 13, Grev Turegatan 38             | 1929–30                          |                  |
| Hantverkaren 18          | Sankt Eriksgatan 30, Sankt Göransgatan 59-61 | 1911–17                          | med Albin Stark  |
| Harpan 39                | Styrmansgatan 50, Gumshornsgatan 1           | 1925–26                          |                  |
| Harpan 43                | Styrmansgatan 52                             | 1925–26                          |                  |
| Harven 58                | Bjurholmsplan 17, Bjurholmsgatan 15          | 1929–30                          |                  |
| Hornblåsaren 4           | Linnégatan 102                               | 1913–14                          | med Albin Stark  |
| Hornblåsaren 8           | Ulrikagatan 13                               | 1928                             |                  |
| Hornblåsaren 12          | Linnégatan 92                                | 1928–29                          |                  |
| Hornblåsaren 28          | Linnégatan 86                                | 1919–20                          | med Albin Stark  |
| Inedal 4                 | Inedalsgatan 23, Kronobergsgatan 28          | 1907–14                          | med Albin Stark  |
| Ingemar 6                | Roslagsgatan 38                              | 1929–30                          |                  |
| Isbrytaren 22            | Kungsholms strand 175                        | 1929–30                          |                  |
| Kattryggen 23            | Brännkyrkagatan 46                           | 1927–28                          |                  |
| Kilen 3                  | Wallingatan 42                               | 1929–30                          |                  |
| Kilen 5                  | Wallingatan 40                               | 1929–30                          |                  |
| Kniven 25                | Hallandsgatan 30                             | 1929–30                          |                  |
| Kornetten 9              | Skeppargatan 82                              | 1914–15                          | med Albin Stark  |
| Kornetten 11             | Skeppargatan 86, Valhallavägen 138           | 1925–26                          |                  |
| Krejaren 18              | Sibyllegatan 31                              | 1926–27                          |                  |
| Kronan 4                 | Stigbergsgatan 35                            | 1919–20                          | med Albin Stark  |
| Lindbacken 12            | Västmannagatan 6                             | 1927–28                          |                  |
| Loket 6                  | Sankt Eriksgatan 76                          | 1927–28                          |                  |
| Loket 10                 | Sankt Eriksgatan 7                           | 1926–28                          |                  |
| Loket 22                 | Völundsgatan 9                               | 1928                             |                  |
| Loket 35                 | Sankt Eriksgatan 72, Atlasgatan 21-22        | 1927–28                          |                  |
| Loket 36                 | Sankt Eriksgatan 74 , Atlasgatan 18-20       | 1927–28                          |                  |
| Lönnen 7                 | Floragatan 4                                 | 1917–19 (ombyggnad av äldre hus) | med Albin Stark  |
| Lövsångaren 7            | Birger Jarlsgatan 88, Östermalmsgatan 1      | 1912–13                          | med Albin Stark  |
| Munklägret 16            | Norr Mälarstrand 16                          | 1930–31                          |                  |
| Munin 32                 | Sveavägen 133                                | 1925–26                          |                  |
| Målaren 4                | Birger Jarlsgatan 81                         | 1916–19                          | med Albin Stark  |
| Norrtälje 21             | Birger Jarlsgatan 36, Rimbogatan 8           | 1927–28                          |                  |
| Nederland Mindre 19, 20  | Fredmansgatan 5                              | 1924–25                          |                  |
| Nederland Mindre 21      | Fredmansgatan 1-3                            | 1923–24                          |                  |
| Norrtälje 22             | Birger Jarlsgatan 38, Eriksbergsgatan 2      | 1927–28                          |                  |
| Norrtälje 23             | Eriksbergsgatan 4                            | 1927–28                          |                  |
| Näktergalen 25           | Karlavägen 17, Danderydsgatan 1              | 1922                             | med Albin Stark  |
| Pistongen 4              | Atlasgatan 3                                 | 1926–28                          |                  |
| Pistongen 9              | Völundsgatan 6, Atlasgatan 7                 | 1927–29                          |                  |
| Pontonjären 3            | Baltzar von Platens gata 6                   | 1930–31                          |                  |
| Päronträdet 6            | Hantverkargatan 47, Pilgatan 17              | 1934–35                          |                  |
| Ripan 6                  | Artillerigatan 77                            | 1926–27                          |                  |
| Ripan 10                 | Jungfrugatan 50                              | 1926–27                          |                  |
| Roslagen 3               | Odengatan 33, Tulegatan 16                   | 1930–31                          |                  |
| Roslagsbanan 6-7         | Valhallavägen 57-59                          | 1931                             |                  |
| Rönnen 4                 | Rådmansgatan 21                              | 1923–25                          |                  |
| Rönnen 6                 | Rådmansgatan 17                              | 1923–24                          |                  |
| Rönnen 8                 | Karlavägen 18, Hammargatan 3                 | 1923–24                          |                  |
| Rönnen 9                 | Eriksbergsgatan 32, Hammargatan 1            | 1922–24                          |                  |
| Rönnen 10                | Eriksbergsgatan 34                           | 1922–23                          |                  |
| Rönnen 11                | Eriksbergsgatan 36                           | 1922–23                          |                  |
| Rönnen 12                | Eriksbergsgatan 38, Lodgatan 2               | 1922–25                          |                  |
| Sejlaren 7               | Sveavägen 25-29, Apelbergsgatan 44           | 1929–30                          |                  |
| Sigyn 19                 | Sankt Eriksgatan 101                         | 1926                             |                  |
| Sländan 11               | Ynglingagatan 26                             | 1929–30                          |                  |
| Sländan 12               | Dannemoragatan 16                            | 1929–30                          |                  |
| Sockerbetan 1            | Nytorgsgatan 2-4, Skånegatan 88-92           | 1936–38                          |                  |
| Sporren 14               | Drottninggatan 50-52, Sergels torg 16        | 1928–30                          |                  |
| Styrmannen 37            | Styrmansgatan 16                             | 1929–30                          |                  |
| Såpskjudaren 1 & 2       | Birger Jarlsgatan 41                         | 1919–20                          | med Albin Stark  |
| Såpskjudaren 13          | Birger Jarlsgatan 55                         | 1927–28                          |                  |
| Såpskjudaren 14          | Birger Jarlsgatan 53                         | 1927–28                          |                  |
| Sälgen 3                 | Birger Jarlsgatan 66                         | 1926–27                          |                  |
| Trumslagaren 3           | Lützengatan 7                                | 1914–15                          | med Albin Stark  |
| Trumslagaren 4           | Lützengatan 5                                | 1914–15                          | med Albin Stark  |
| Trumslagaren 5           | Lützengatan 3                                | 1913–16                          | med Albin Stark  |
| Törnet 3                 | Tegnérgatan 19                               | 1935–36                          |                  |
| Urnan 29                 | Väringgatan 23                               | 1930–31                          |                  |
| Urvädersklippan Större 5 | Hökens gata 5                                | 1927–28                          |                  |
| Uven Större 23           | Hornsgatan 96-98                             | 1929–30                          |                  |
| Vale 1                   | Frejgatan 28, Hagagatan 24                   | 1926                             |                  |
| Vale 7                   | Vanadisvägen 5                               | 1925–29                          |                  |
| Vale 17                  | Frejgatan 26                                 | 1925–26                          |                  |
| Vale 18                  | Hagagatan 26-28                              | 1927                             |                  |
| Valfisken 24             | Grevgatan 19                                 | 1930–32                          |                  |
| Valkyrian 22             | Dalagatan 45, Vanadisvägen 39                | 1912–13                          |                  |
| Vapensmeden 6            | Norr Mälarstrand 90, Fridhemsgatan 2-4       | 1925–26                          |                  |
| Verdandi 1               | Sankt Eriksgatan 95                          | 1919–22                          | med Albin Stark  |
| Verdandi 7               | Torsgatan 58                                 | 1920–21                          | med Albin Stark  |
| Vingråen 37              | Kammakargatan 52                             | 1926–27                          |                  |
| Väktaren 19              | Sankt Göransgatan 67                         | 1921–31                          | med Ivar Nyqvist |
| Äpplet 10                | Coldinutrappan 1, Pipersgatan 11             | 1926                             |                  |
| Äpplet 11                | Coldinutrappan 3                             | 1925                             |                  |
| Äpplet 12                | Coldinutrappan 5, Scheelegatan 12            | 1925–26                          |                  |

## Bildgalleri

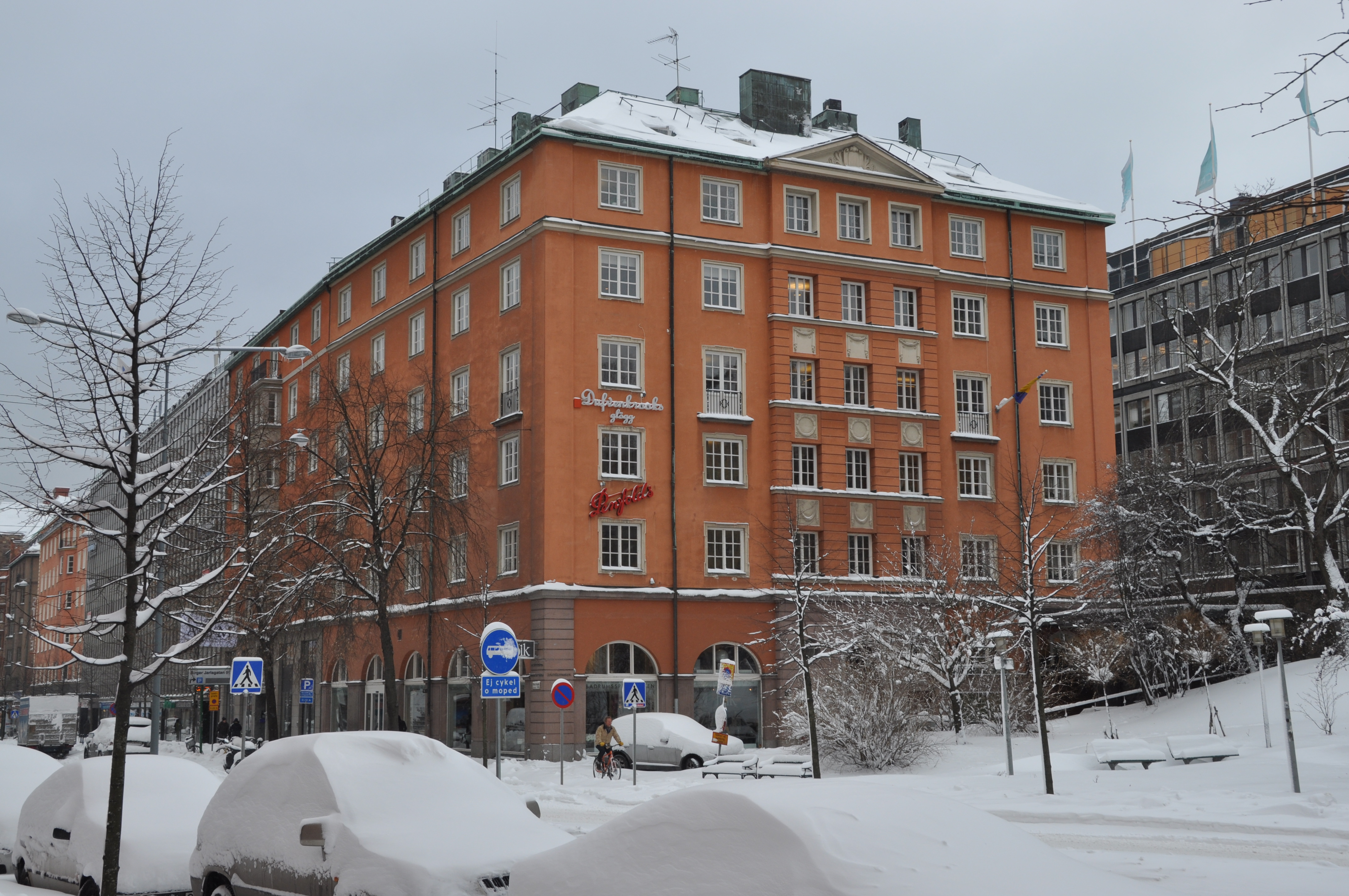
Birger Jarlsgatan 55
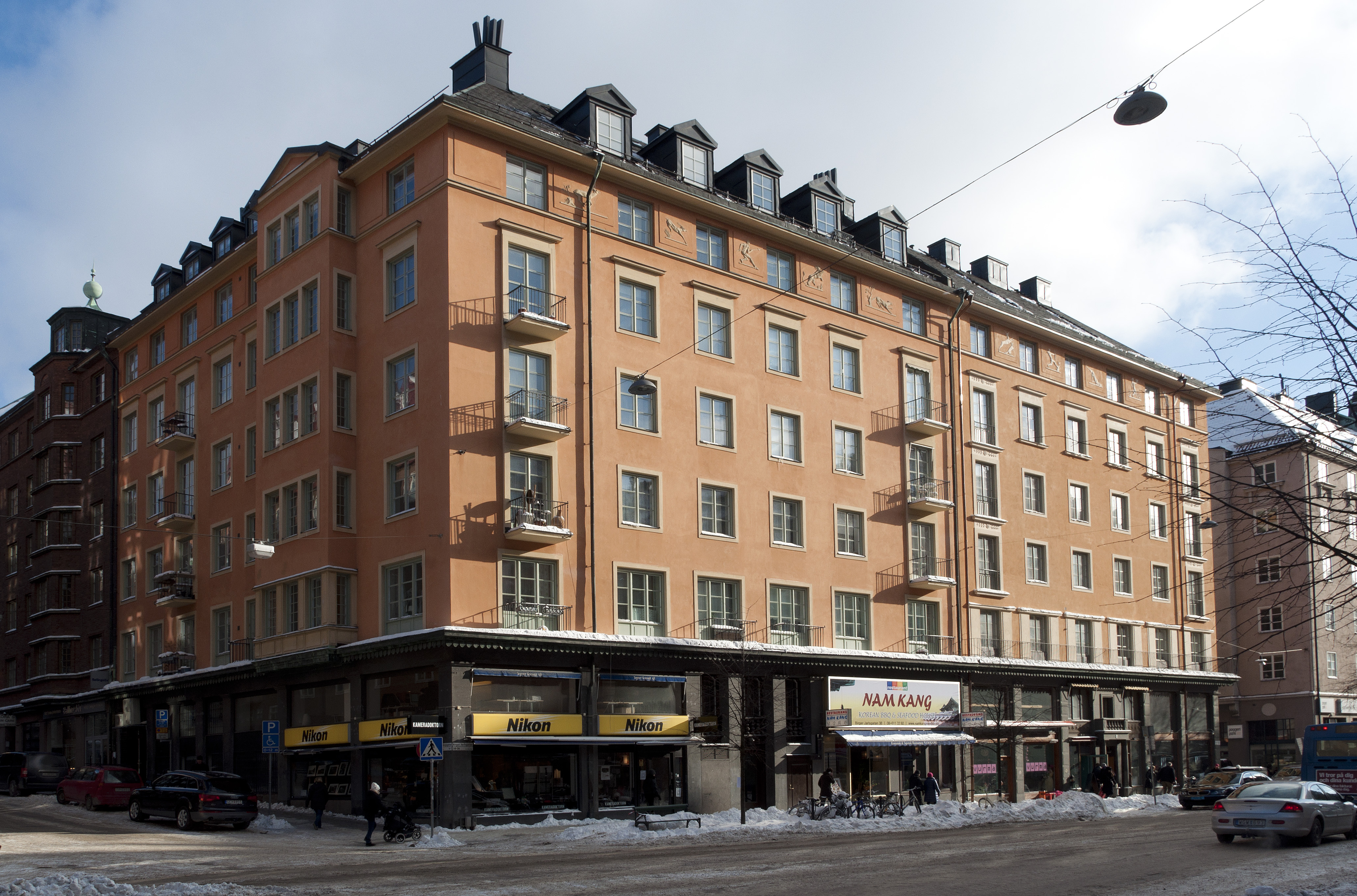
Birger Jarlsgatan 36
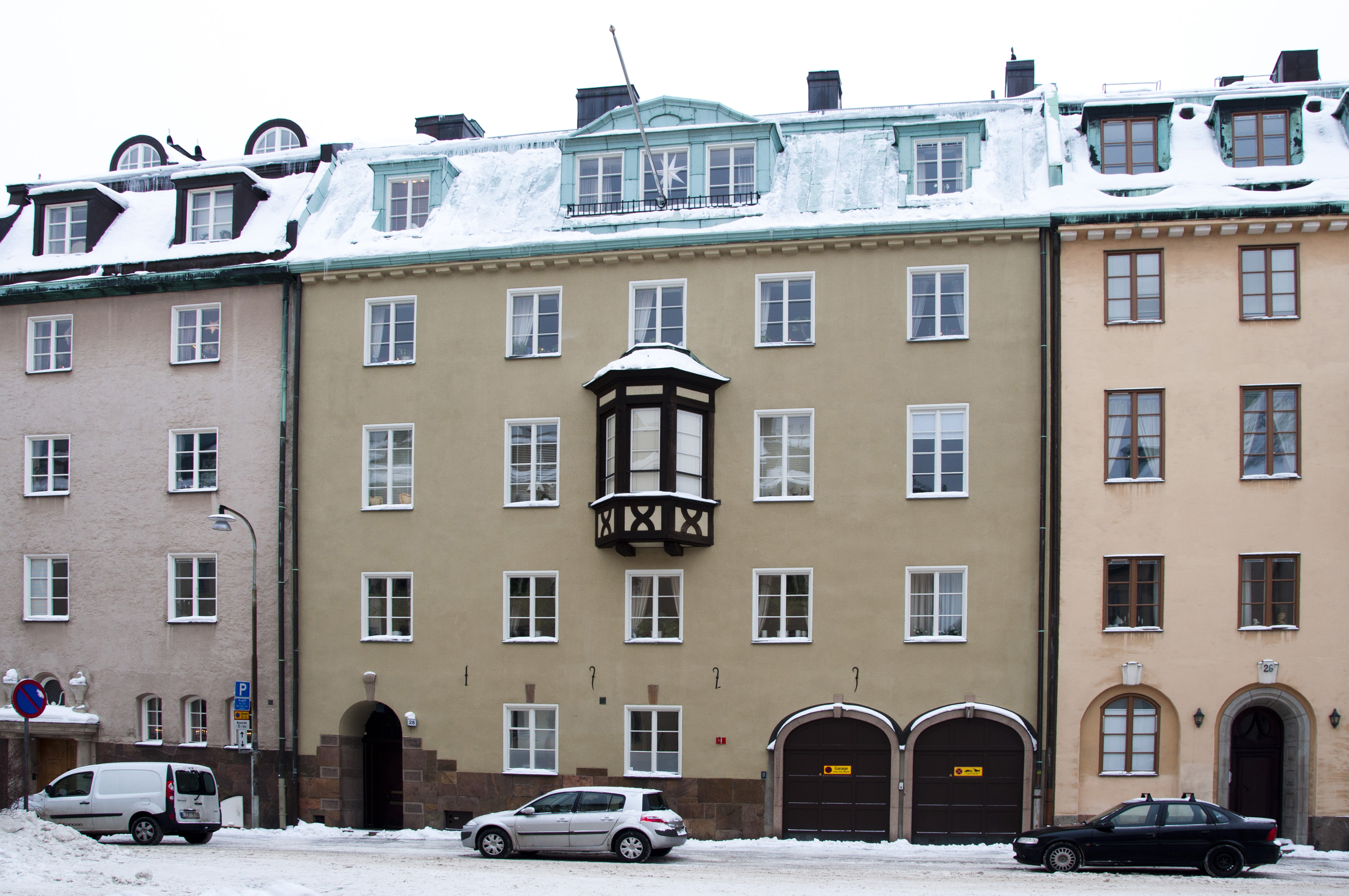
Eriksbergsgatan 28
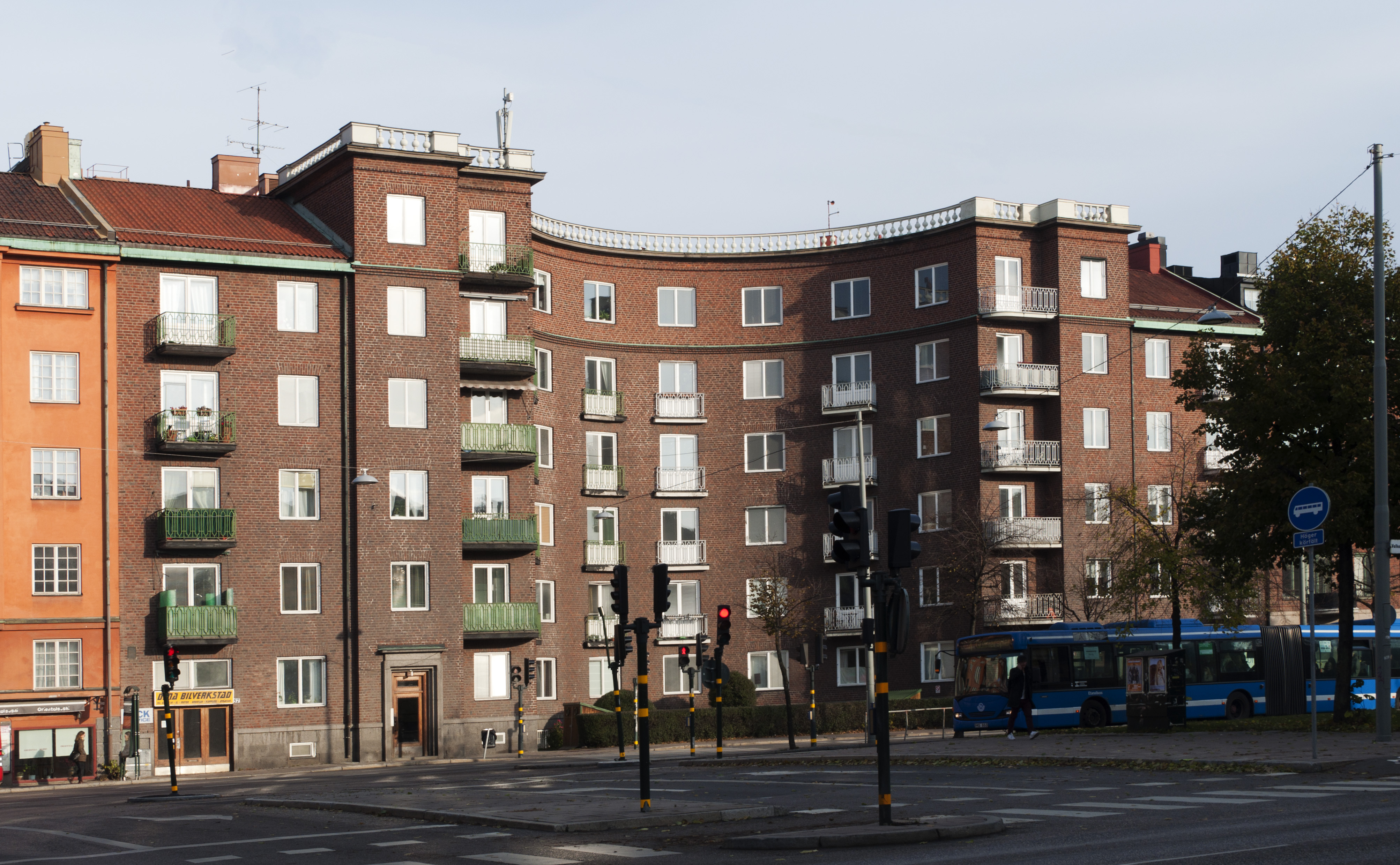
Valhallavägen 57–59
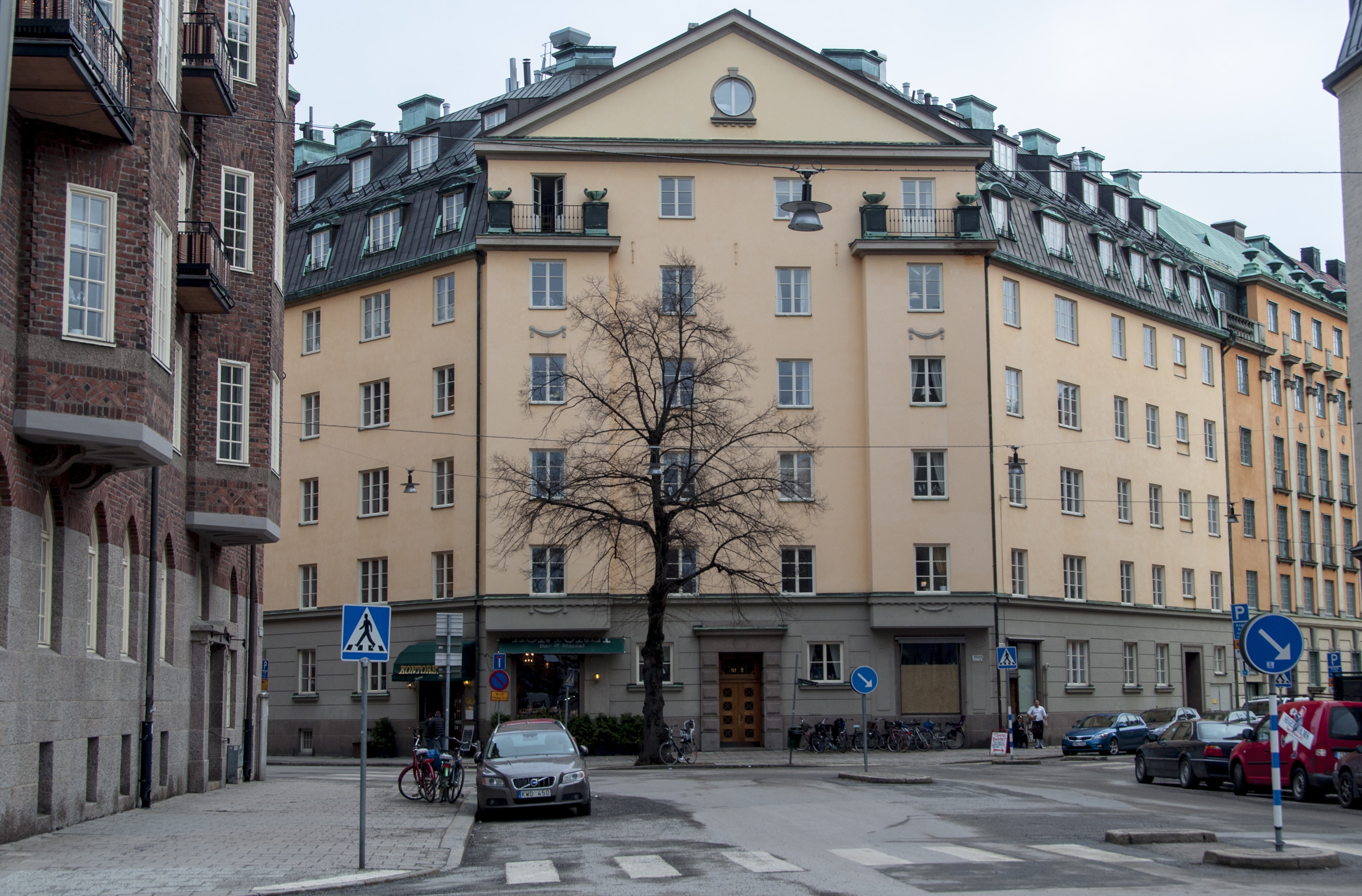
Bältgatan 2